# Mount Farnham
Mount Farnham – góra w Kolumbii Brytyjskiej w Kanadzie. Znajduje się w Columbia Mountains w paśmie Purcell Mountains, którego jest najwyższym szczytem. Jej wysokość wynosi 3493 m n.p.m., co czyni ją 28. pod względem wysokości w Kolumbii Brytyjskiej.

## Źródła
- bivouac.com: Mount Farnham
- peakbagger.com: Mount Farnham